# Kovvar
Kovvar is een merk voor op maat gemaakte auto- en kofferbakmatten, gevoerd door het productie- en e-commercebedrijf Just Carpets B.V. uit Kampen.

## Geschiedenis
Just Carpets werd in 2009 opgericht door Martin Boone en Chris Simonse. In 2013 startte eigen productie in Kampen. Het label *Kovvar* werd gelanceerd om de verschillende materiaal- en kwaliteitslijnen van de onderneming onder één merknaam te verkopen.

## Producten
- Automatten – tapijt- en rubbermatten, CNC-gesneden per voertuigmodel en voorzien van originele bevestigingspunten.
- Kofferbakmatten – op maat gemaakte matten voor de bagageruimte, eveneens in tapijt of DuoGrip-rubber.

Volgens het bedrijf zijn er varianten voor ruim 3.000 automodellen.

## Technologie
Voor het inmeten van nieuwe modellen maakt Just Carpets gebruik van een 3D-laserscan-systeem, waarmee de contouren tot op de millimeter nauwkeurig worden vastgelegd.

## Onderscheidingen
- 2016 – Gouden FD Gazelle Award (regio Oost, categorie klein) voor de snelste omzetgroei bij kleine ondernemingen.[1][5]